# 慶廉 (伊爾根覺羅氏)
慶廉（？—1828年），伊爾根覺羅氏，字儉泉，满洲镶白旗人，清朝军事將領，官至河南巡撫。
嘉慶四年，任護軍校，后升任副護軍參領、鎮江城守營參將。嘉慶十三年，任江蘇撫標中軍參將。嘉慶十八年，任兩江督標中軍副將。嘉慶二十一年，任甘肅西寧鎮總兵。道光二年，任涼州副都統。道光五年，任烏什辦事大臣。咸豐七年，浙江布政使；八年，陜西布政使；十年，河南巡撫。

## 家庭
- 父伊爾根覺羅德光。
- 子伊爾根覺羅積善。
- 子伊爾根覺羅恭善。
- 女婿宗室英蘊。